# Nicholas Kaldor
Nicholas Kaldor (rodným jménem Káldor Miklós; 12. května 1908 Budapešť – 30. září 1986 Papworth Everard) byl maďarsko-britský ekonom židovského původu. Bývá řazen k postkeynesiánství. Patřil k průkopníkům teorie i k prosazovatelům daně z přidané hodnoty, ovlivnil tím ekonomickou politiku Británie i mnoha jiných zemí.

## Život
Narodil se v dobře situované židovské rodině v Budapešti. V letech 1925–1926 studoval ekonomii na Berlínské univerzitě, poté přešel na London School of Economics, kde absolvoval v roce 1930. Poté se na krátko vrátil do Budapešti, kde se mj. spřátelil s Johnem von Neumannem. V roce 1932 se vrátil na London School of Economics a začal zde vědecky pracovat a učit. Úzce zde spolupracoval s budoucím nobelistou Johnem Hicksem. Kolem roku 1936 se začal zaobírat keynesiánskou teorií, zejména teorií hospodářských cyklů. V letech 1943 až 1945 pracoval v Národním ústavu pro hospodářský a sociální výzkum a v roce 1947 odešel z London School of Economics, aby se stal ředitelem pro výzkum a plánování v Evropské hospodářské komisi v Ženevě. Od roku 1949 učil na Ekonomické fakultě Cambridgeské univerzity. V roce 1966 se zde stal profesorem. V 50. letech byl požádán tehdejším indickým předsedou vlády Džaváharlálem Nehrúem, aby navrhl pro Indii daňový systém. Později pracoval i v indickém Centru pro rozvojová studia, jemuž také později odkázal svůj osobní fond. Od roku 1964 byl poradcem britské labouristické vlády Harolda Wilsona a poskytoval poradenství několika dalším zemím při prosazování daně z přidané hodnoty. Roku 1974 byl jmenován doživotním členem Sněmovny lordů.

## Kaldorovo pojetí Ekonomie

### Kritika hospodářského liberalismu
Podle Kaldora je Walrasova teorie obecné rovnováhy největší překážkou rozvoje ekonomiky jako vědy. To je odvážné tvrzení Nicholase Kaldora v jeho článku „Irelevance of Equilibrium Economics“. a v knize Economics Without Equilibrium. Sám Kaldor tvrdil, že ostatní post keynesiánci se příliš soustředili na kritiku teorie mezní produktivity na úkor jiných důležitých kritik neoklasické teorie. Kaldorův argument lze shrnout následovně:
- Teorii obecné rovnováhy (GE) vynalezl Leon Walras, ale našel jednoho z hlavních vývojářů 20. století ve francouzském ekonomovi Gerardu Debreuovi.[5] Debreu byl ovlivněn Bourbakiho školou matematiky, která potvrdila matematiku jako autonomní disciplínu, která se v podstatě odtrhla od skutečného světa.[6]

Teorie GE je příkladem aprioristické nebo deduktivní metody v ekonomii: formální systém, ve kterém je logicky odvozen soubor vět z určitých předpokladů. Neexistuje však skutečný pokus ověřit, zda jsou předpoklady pravdivé, nebo zda má jeho systém zavedených rovnovážných cen nějakou vypovídací schopnost nebo dokonce význam pro skutečné tržní ekonomiky. Mezi neověřené a zjevně nerealistické předpoklady neoklasické teorie patří:
(1) aby výrobci maximalizovali zisky;
(2) existence dokonalé konkurence;
(3) lineárně homogenní a kontinuálně diferencovatelné produkční funkce;
(4) neosobní tržní vztahy;
(5) informace sdělované cenami zúčtování trhu; a
(6) dokonalá znalost všech příslušných cen a perfektní nadhled.
Dalším klamným předpokladem je, že skutečné ekonomiky se mohou přiblížit stavu rovnováhy. Kaldor dochází k závěru, že hlavní věty neoklasické teorie „nemohou ve skutečnosti obstát“. Výsledkem toho všeho, tvrdil Kaldor, je, že empirická ekonomická věda musí být postavena na realistických výchozích předpokladech, jako jsou „stylizovaná fakta“.
- Kaldor tvrdil, že tam, kde se moderní ekonomie pokazila - jak v klasické politické ekonomii, tak v neoklasické ekonomii - byla fixace s teorií hodnoty nebo hluboce mylnou teorií cen. Hlavní chybou tohoto podniku byl předpoklad konstantních výnosů z rozsahu.[8]

Moderní kapitalismus založený na technologiích, inovacích a masové produkci má však v mnoha průmyslových odvětvích (především ve zpracovatelském průmyslu) stále větší výnosy z rozsahu jako svou zásadní vlastnost. Dělba práce se netýká pouze pracujících lidí, ale také strojů a technologií, které šetří práci. Když v průmyslu dochází k hromadné výrobě a produkce je velká, vyplatí se investovat nebo zavést stroje šetřící práci. Poměr kapitálu a práce ve výrobě je proto spíše funkcí tržního měřítka než cen relativních faktorových vstupů (např. Cena práce versus stroje). Předpokladem neoklasické teorie je, že konvergence k rovnovážnému stavu je řízena exogenními silami, jako jsou neměnné produkční vzorce v čase. Jakmile se však předpokládají rostoucí výnosy z rozsahu, má dynamický systém endogenní síly, které jej hnacím způsobem vzdalují od rovnováhy.
Na mnoha trzích v reálném světě „prodejci vytvářejí ceny a přijímají množství“, a nikoli, jak předpokládá teorie Walrasianovy rovnováhy, tvůrci cen a tvůrci množství Mnoho cen je určováno náklady a poptávka má na ceny podstatně menší vliv, než předpokládá neoklasická teorie. Na mnoha trzích jsou změny v nabídce způsobeny „kvantitativními signály“ (změny poptávky nebo skladových zásob), nikoli cenovými signály.
- na trzích, kde existují rostoucí výnosy z rozsahu, často výrobci nesou své vlastní zásoby a přizpůsobují svou produkci reakci na poptávku.

Schopnosti zvýšit produkci v reakci na poptávku je v moderním kapitalismu dosaženo pomocí endogenní nabídky peněz: bankovního a měnového systému, kde lze kapitálové investice financovat novými penězi. Normálním stavem kapitalistické ekonomiky je nevyužitá přebytečná kapacita a určitá úroveň nečinných zdrojů: výroba je proto většinou omezena poptávkou, nikoli zdroji, podle Kaldora. Pokud se očekává, že změny poptávky budou velké a trvalé, více práce a kapitálu zboží bude zaměstnáno. Kaldorův závěr je takový, že v běžných dobách „ve skutečném přizpůsobení nabídky a poptávky hrají ceny pouze velmi podřízenou roli, pokud vůbec nějakou“. Navíc u průmyslových odvětví se zvyšujícími se výnosy z rozsahu může velký nárůst poptávky nepřímo vést k poklesu cen. Cenové signály jsou méně důležité, než předpokládá neoklasická teorie.
- Zdrojem inflace jsou především vyšší vstupní náklady faktorů: vyšší mzdové účty nebo jiné vstupní faktory mají tendenci vyvolávat vyšší ceny.

Obecná stabilita přirážkových politik firem na trzích s fixními cenami je Kaldorem označována jako „rigidita přirážky“. Důležitým lékem na inflaci je použití rezervních zásob důležitých vstupů faktorů, které lze použít ke stabilizaci ceny těchto komodit, když ceny ovlivňují faktory krátkodobé nabídky. Prostřednictvím tohoto politického opatření bude vytvořeno skutečné očekávání dlouhodobé cenové stability. Druhým řešením inflace je zastavit nadměrné zvyšování peněžních mezd v souvislosti s růstem produktivity.
- Walrasiánská teorie je chybná v předpokladu konstantních výnosů z rozsahu, a je tedy vadnou teorií pro analýzu problémů mezinárodního rozvoje a obchod.

Kaldor tvrdí, že volný obchod může poškodit růst průmyslu v některých zemích a že volný obchod není nezbytně výhodný pro všechny strany.

### Kaldorovy růstové zákony a Světová ekonomika
Verdoornův zákon a Kaldorův růstový zákon jsou důležité teorie post keynesiánské ekonomiky. Verdoornův zákon je také známý jako Kaldor -Verdoornův zákon. Stručně řečeno, Kaldorovy růstové zákony a Verdoornův zákon lze shrnout jako tři empirická zobecnění:
"1. Růst HDP pozitivně souvisí s růstem výrobního sektoru. To je možná lépe vyjádřeno, pokud jde o to, že růst HDP je rychlejší, čím větší je přebytek růstu průmyslového růstu v poměru k růstu HDP: roste podíl průmyslu na HDP.
2. Produktivita výrobního sektoru pozitivně souvisí s růstem výrobního sektoru (toto je také známé jako Verdoornův zákon). Zde je argumentem, že ve výrobě rostou výnosy z rozsahu. Ty mohou být statické - kde čím větší je sektor, tím nižší jsou průměrné náklady - nebo dynamické prostřednictvím indukovaného účinku, který má růst produkce na akumulaci kapitálu a technický pokrok. Učení pomocí efektů bude pravděpodobně také důležité.
3. Produktivita nevýrobního sektoru pozitivně souvisí s růstem výrobního sektoru. Tento poslední zákon je nejméně intuitivní a vychází z argumentu, že neprůmyslový sektor má klesající výnosy z rozsahu. Jak se zdroje přesouvají, průměrná produktivita těch, kteří zůstanou, poroste.“ Jak stoupá výrobní výkon, pracovní síla plyne ze snižujících se nebo konstantních výnosů v měřítku odvětví (jako je zemědělství) do výrobního sektoru, což je proces, který má také tendenci zvyšovat produktivitu v nevýrobních odvětvích, takže vývoj výrobního odvětví má tendenci zvýšit tempo růstu produktivity v celé ekonomice
Kaldor vychází z rozdělování národního důchodu mezi mzdy a zisky a s tím souvisejícího dělení společnosti na námezdně pracující a vlastníky kapitálu. Kaldorova teorie rozdělování je založena na myšlence, že příjemci zisku mají o mnoho větší sklon k úsporám než příjemci mezd. Postkeynesovci tvrdí, že růst národního hospodářství je přímo úměrný míře vývozu a nepřímo souvisí s příjmovou elasticitou dovozu. Existuje způsob, jakým je svět jako celek omezen platební bilancí (Svět jako celek tedy není srovnatelný s uzavřenou ekonomikou s vládou). Argument uvádí Nicholas Kaldor ve svém článku z roku 1980 Základy a důsledky teorie volného obchodu. Kaldor argumentuje omezením světové platební bilance (později rozpracován jako Thirwallův zákon). kvůli omezení ekonomik platební bilance má svět jako celek pomalejší růst, protože přebytečné národy nerozšiřují domácí poptávku na potřebnou úroveň. Říká také, že kontroly dovozu spíše zvyšují dovoz než jej snižují (kvůli vyššímu národnímu důchodu) a vývoz vývozců se také zvýší (i když se jejich podíl na HDP země se snižuje). Svět má vestavěnou deflační předpojatost ve způsobu, jakým funguje, protože v otevřené ekonomice je export jedinou skutečnou [exogenní] složkou agregátní poptávky. Spotřeba a investice jsou do značné míry endogenní.

### Kritika monetarismu a horizontalistické pojetí endogenních peněz
Peníze jsou středem všech moderních kapitalistických ekonomik. Pochopení jeho podstaty a původu má proto velký význam. V srdci post keynesiánské monetární teorie je myšlenka endogenních peněz. To je v rozporu s mainstreamovou teorií exogenní nabídky peněz: myšlenkou, že centrální banka má přímou kontrolu nad nabídkou peněz a jejím růstem. Vytváření peněz je obvykle založeno na úvěru (dluhu). To znamená, že většinu peněz vytvářejí soukromé banky a jejich množství je určeno soukromou poptávkou po nich. To je podstata endogenních peněz.
Základem Kaldorovi kritiky je polemický článek Nový monetarismus, publikovaný v roce 1970 v Lloyds Bank Review. hlavní kritika je založena na nestabilitě rychlosti peněz nebo multiplikátoru peněz (Kaldor 1958, Minsky 1957). Kaldor došel k závěru, že monetaristé se mýlí. Monetaristické tvrzení, že změny v penězích  předcházejí  změnám  ve  výstupu  a  zaměstnanosti,  je  podle  Kaldora  irelevantní, protože  pozorované časové  zpoždění  může  být  vysvětleno  různými  způsoby,  přičemž  žádný z nich se neopírá o monetaristickou teorii. Další  monetaristický  omyl  se  týká  tolik  vychvalované  stability  rychlosti  oběhu  peněz,    která  je  podle  Kaldora  důsledkem  nestabilního  chování  nabídky  peněz,  která  se  sama  přizpůsobuje potřebám   obchodu,   zvyšuje   se   v reakci   na   expanzi   a   naopak.   Později   v práci Pohroma monetarismu Kaldor charakterizoval tento vztah tak, že zásoba peněz a změny v rychlosti oběhu jsou vlastně substituty.  
U Kaldora tak nacházíme už v článku z roku 1970 zárodky toho, co se později začalo označovat jako  „akomodativní  peněžní  endogenita“, čili  tzv.  horizontalismus.  Podle  horizontalistů (Basil Moore, Marc Lavoie) centrální banka jako věřitel poslední instance (lender  of  last  resort)  musí  uspokojit  potřeby  komerčních  bank,  pokud  jde  o  doplnění  rezerv. Je  třeba  též  brát  v úvahu,  že  když  by  centrální  banka  neplnila  tuto  funkci,  mohla  by  se  stát klíčovou složkou deflačního mechanismu jako během Velké deprese (1929-1933). Svoje chápání charakteru  nabídky  peněz  vyjádřil  Kaldor  později  takto:  nabídka  peněz  je  nekonečně  elastická (na  grafu  peněžního  trhu  je  to  možné  znázornit  horizontální čarou),  nebo  jinak řečeno,  není možno  ji  odlišit  od  poptávky  po  penězích. Anthony Thirlwall poukazuje, že nabídka peněz je pružná s ohledem na poptávku (reprezentována množinou horizontálních linií, které představují různé postoje měnové politiky). Z toho  přirozeně  vyplývá  závěr, že centrální banka přesto nemá úplnou kontrolu nad peněžní zásobou.
Předmětem  Kaldorovy  kritiky  jsou  dva  omyly:  exogenní  nabídka  peněz  a  stabilní  poptávka po   penězích.   Monetaristé   vychází   z toho,   že   měnová   autorita   určuje   tzv.   monetární   bázi a   prostřednictvím   multiplikátoru   i   nabídku   peněz.   Kaldor   spolu   s dalšími postkeynesiánci charakterizuje    nabídku    peněz    jako    endogenní    proměnnou,    kterou    určují    požadavky ekonomických  subjektů.  Důležité  je  dodat,  že  i  postkeynesiánci  vycházejí  ze závislosti  mezi peněžní bází a peněžní zásobou, tato závislost je však u nich  (z důvodu předpokladu endogenity peněžní zásoby) opačná, kauzální vztah totiž směřuje od peněžní zásoby k měnové bázi. Omyl    monetaristů    podle    Kaldora    vychází    z    jejich    předpokladu, že všechny peníze jsou zbožovými penězi, čemuž logicky odpovídá vertikální tvar křivky nabídky peněz. V případě úvěrových  peněz  by  však  podle  něj  byla  správným  zobrazením  horizontální  křivka  nabídky peněz.  To  však  vede  k závažnému  závěru  a  to,  že  měnová  politika  není  reprezentována  daným množstvím  zásoby peněz,  ale  danou úrokovou  mírou a množství existujících peněz bude určeno poptávkou.  Stejně  jako  předtím  se  bude  poptávka  měnit  spolu  s důchody,  přičemž  je  možné, že bude stoupat a klesat, to však nic nemění na skutečnosti, že peněžní zásoba bude vždy určena poptávkou, zatímco úroková míra bude určena centrální bankou.